# عين بسام
عين بسام بلدية ودائرة جزائرية تقع مدينة عين بسام25 كم عن عاصمة ولاية البويرة الجزائرية.
وتمتلك البلدية إرثا تاريخيا وحضاريا مميزا بفضل موقعها الإستراجي الواقع بسهل عريب إحدى أخصب السهول في الجزائر إضافة لقربها من جبال الزبربر وجبال جرجرة إذا إحتل الرومان المنطقة وشيدوا بها حصون عسكرية إضافة للجوء الأتراك في العهد العثماني على إنشاء حصن لمراقبة تحركات المجاهدين السكان الأصليين التابعين لإمارة كوكو ومن هنا أتى اسم عين بسام
واشتهرت عين بسام بمقاومتها للإستعمار الفرنسي إذ يعد أحمد بن سالم الدبيسي من أبناء المنطقة الذين لبوا نداء الجهاد وإنضوى تحت لواء الأمير عبد القادر أين جلس على عرش مقاطعة برج حمزة ولقبت مدينة عين بسام بمدينة ألف بئر ومدينة الألف شهيد.

## التسمية
هناك خمسة فرضيات حول تسمية المدينة بعين بسام وهي:
1. أصل الكلمة باللغة التركية kaynak gülümseme (النبع المبتسم)، وهي التسمية التي استخدمها الأتراك لتسمية القرية وفقًا للظروف، وفيما يتعلق ترسيم الحدود وتطوير المناطق (حوالي 1625)، بهدف التنظيم الإداري العثماني، لوقف العدوان حول الحدود التاريخية لمملكة كوكو. لكن نطقها كان صعبًا على السكان الذين يتحدثون العربية.وأشار الأتراك إلى جغرافية المناطق لمنحهم الأسماء. تأتي العبارة من كثرة الينابيع في المنطقة. تاريخيا: سند ملكية يقع في المنطقة بالضبط في أولاد عمار ويرجع إلى فترة الحكم العثماني يذكر اسم عين بسام ويحدد تاريخ 1630.
2. يفترض أن أصل اسم «عين بسام» أنه في العهد التركي، كان رجل حكيم أو ولي صالح يُعرف بـ «بسام» يقضي معظم وقته تحت شجرة بجوار نبع. حيث يتوقف الركاب بحثًا عن الماء للتخزين هناك. وبعد وفاته أُطلق اسمه على المنبع الذي أعطى اسم «عين بسام»
3. الاسم يأتي من الكلمتين التركيتين "beş çam" والتي تعني باللغة العربية «خمسة صنوبر» وحدد هذا الاسم التركي خمسة أشجار صنوبر عملاقة ذات أوراق خضراء فاتحة، وهي ملاذ للجنود الأتراك، وكانت بجوار مصدر لمياه الشرب.يتم نطق هذا التعبير صوتيًا Beuchjam باللغة التركية. غيرت اللغة العربية الكلمة إلى صوتيات اندماجية، وأسقطت كلمة "euch" واستبدلت بكلمة "esse" الأكثر شيوعًا. ولذلك فإن التعبير يعطي صوتيًا في الكلام العربي «نفس الشيء»، جنبًا إلى جنب مع كلمة «عين» التي تعني «المنبع»، في إشارة إلى مصدر المياه الموجود هناك، لتشكيل «عين بسام».
4. الاسم مشتق من الكلمة العربية «عين تبسم» أي «مصدر الابتسامة».حيث أطلق العرب الأمويين «عين» لكل مدينة حيث لاحظوا وفرة المياه.
5. المكان المسمى «عين بسام» سمي على اسم ضابط بالجيش التركي من أرمينيا. عندما رأى منازل كبيرة هناك، فكر في قلاع أرمينيا. كلمة «بيرد» تعني «قلعة» باللغة الأرمنية. ينطق «بئر» باللغة العربية. تم دمجها مع الكلمة العربية «تبسم» (ابتسامة). من خلال الجمع بين الكلمتين، شكلوا كلمة «بير تبسم». تم تغيير كلمة «بير» لاحقًا إلى «عين»، وهي أقل ثقلاً صوتيًا مما يدل على أنهم استخدموا كلمة «بسمة» التي تعني الضحك بدلاً من «تبسم» التي تعني الابتسامة. فالتسمية الصحيحة هي «عين البسمة» التي تحولت إلى كلمة قصيرة صوتيًا لتعطي تباسم أي ابتسم. وإستقرت حاليا على تسمية عين بسام.

## جغرافيا

### تضاريس
المدينة مقامة على تل منخفض على شكل حوض ضحل، يقف في وسط هضبة شاسعة من الأراضي الصالحة للزراعة (تربة البحر الأبيض المتوسط ذات اللون البني والتربة الحمراء) والتي تمتد من إقليم دائرة البويرة إلى دائرة البرواقية. على مساحة إجمالية قدرها 4590 كيلومتر مربع، مقسمة بين ولاية البويرة وولاية المدية.
يحدها من الشرق جبال الديرة ومن الغرب جبال جرجرة ومن الشمال جبال الزبربر.
الجبال المشجرة التي هي أصل مناخ، غالبًا ما تكون ممطرة جدًا، تؤثر على دارة عين بسام من خلال تفضيل معدل هطول الأمطار الذي يكون أحيانًا كبيرًا جدًا خلال السنوات التي تتميز بالثلوج الخفيفة والرياح والطقس الرطب في الخريف
تحتوي منطقة سيدي يحيى على معظم القمم ذات الغابات الكثيفة وغير السالكة التي تغطي ما يقرب من 10٪ من مساحة دارة عين بسام

### المناخ
مناخ عين بسام متوسطي ممطر ولكنه يتميز عمومًا بمعدلات هطول أمطار منخفضة ومتغيرة، والتي تتميز بالكثير من الاختلافات في البارومترية، والرياح الشديدة، وأحيانًا الأمطار الغزيرة، ومتوسط درجة الحرارة مرتفع ومنخفض قياس الرطوبة والتبخر العالي (متوسط سنوي يبلغ حوالي 2100 ملم، متوسط القيم الشهرية يتراوح من حوالي 90 ملم من ديسمبر إلى فبراير إلى ما يقرب من 340 ملم في يوليو وأوت). يبلغ متوسط هطول الأمطار السنوي 425 ملم يستمر موسم الأمطار من أكتوبر إلى أبريل ومايو، ويبلغ ذروته في نوفمبر وديسمبر ومارس وأبريل.
أما الصيف فيتميز بالجفاف مع رياح شرقية جافة.درجات الحرارة المرتفعة في الصيف (المتوسط الشهري في أغسطس هو 38.8 درجة مئوية)، ومع ذلك يمكن أن تكون باردة بدرجة كافية في الشتاء لتقييد الدورات الخضرية. إن شدة الظروف المرتبطة بفترة البرد نسبيًا في الشتاء وفترة الجفاف الشديد في الصيف تفرض قيودًا صارمة على الزراعة.

### الشبكة الهيدروغرافية
تخصص وزارة الموارد المائية حصة مياه الري لسهل عريب عن طريق الإذن بأخذ المياه (متغيرة من سنة إلى أخرى بالنسبة لحجم التخزين) من سد لحكل. .
يملأ السد حسب معدل هطول الأمطار المسجل كل عام في مستجمعات المياه الواقعة إلى الغرب من موقعه ويغطي مساحة إجمالية تبلغ 245 كيلومترًا مربعًا .
قدم سد لكحل إمدادات مياه الشرب (AEP) لعدة مناطق حيث يتم التوزيع من قبل وكالة المياه الجزائرية - هيئة عين بيسم:
- عين بسام: 45600 ساكن - استهلاك AEP: 2000 م 2
- الهاشمية: 16000 ساكن - استهلاك AEP: 1500 م 2

### الموقع
تقع مدينة عين بسام على بعد 120 كلم من العاصمة الجزائرية يحدها الهاشمية وعين العلوي والخبوزية والروراوة وسوق الخميس وبئر غبالو.

## تاريخ

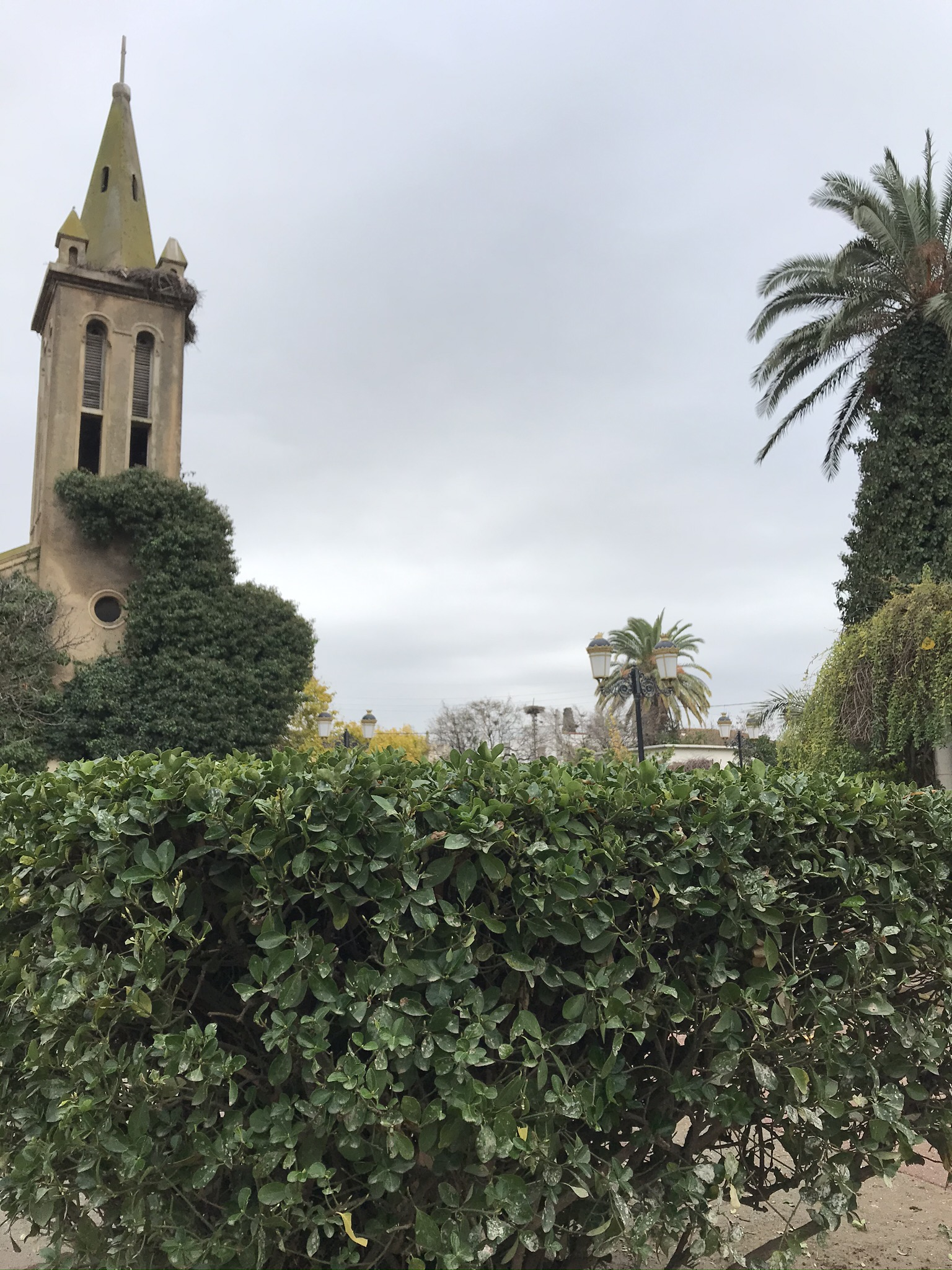
الكنيسة سابقا

### الحقبة العثمانية
كانت عين بسام إبان الفترة العثمانية نقطة مراقبة عسكرية لمراقبة إمارة كوكو وكانت قبيلة عريب من القبائل المخزنية في المنطقة

### الفترة الإستعمارية
بعد نجاج الإستعمار الفرنسي القضاء على خليفة الأمير عبد القادر أحمد بن سالم والقضاء على مقاومة لالة فاطمة النسومر أقام الفرنسيون مركز إستطاني يحمل اسم عين بسام حيث مرت بمراحل أهما:
- 07 سبتمبر 1876 : أُعلن عن مركز سكاني للمنفعة العامة تابعة لعمالة الجزائر
- 17 فيفري 1879 : تصبح عين بسام بلدية مختلطة.

- 18 أبريل 1914 : أقيمت بلدية كاملة الصلاحيات.
- 04 ديسمبر 1956: تصبح بلدية كاملة الصلاحيات.

## مساجد
تحتوي أيضا على 7 مساجد وهي:
- مسجد النور
- المسجد العتيق
- مسجد الفرقان
- مسجد طارق بن زياد
- مسجد عائشة

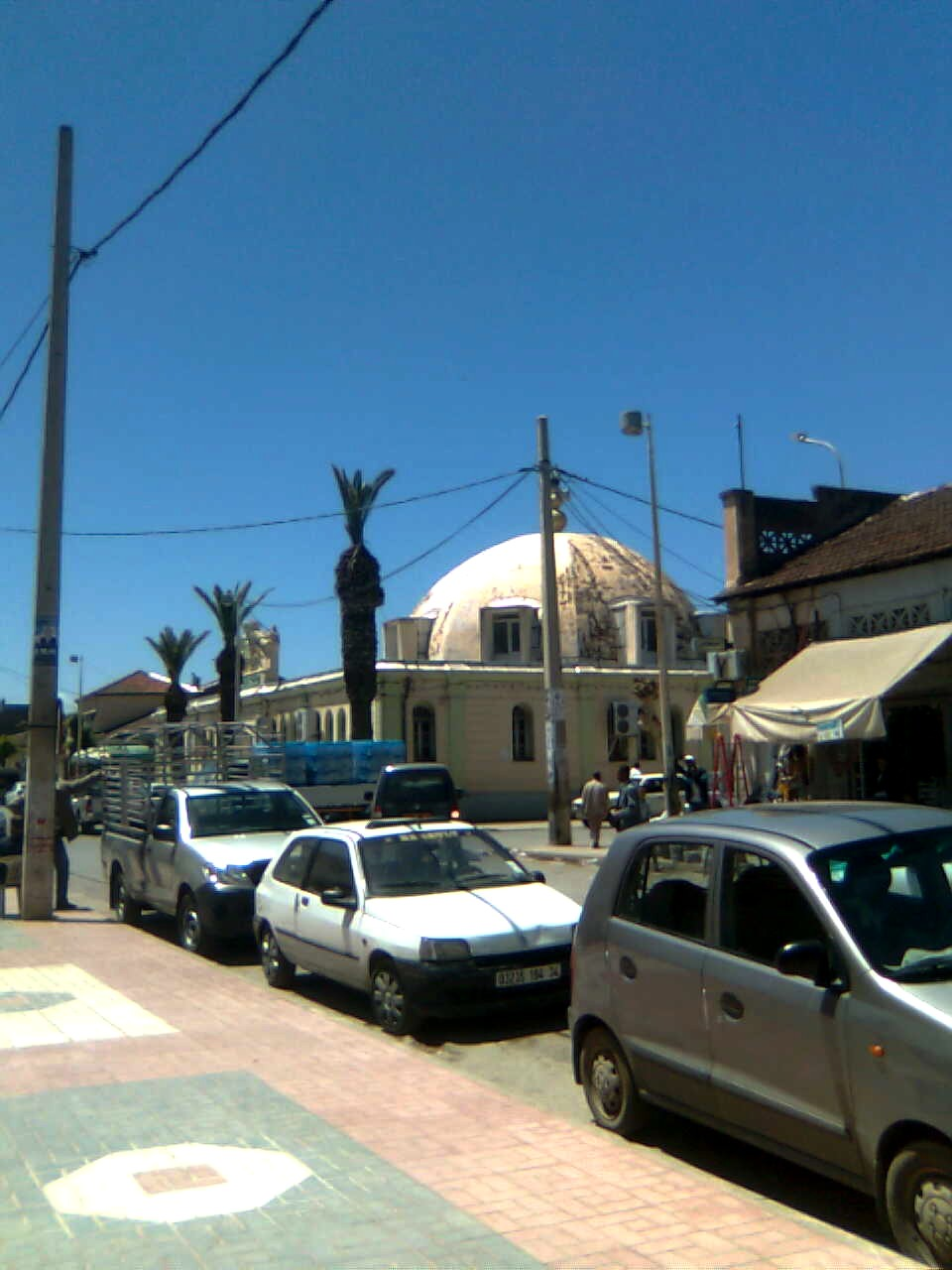
المسجد

- مسجد أبو بكر الصديق بحي عراض الصالح
- مسجد حي سنوسي علي

بالإضافة إلى مدرسة تعليم القرآن المجاورة للمسبح البلدي

## التعليم

### الثانويات
- ثانوية الشيخ محمد المقراني
- متقنة عبد الله بربار
- ثانوية طالب ساعد

### الإكماليات
- إكمالية محمد الجعدي
- إكمالية كمال جمبلاط
- إكمالية ميهوبي مصطفى
- إكمالية العقيد سي محمد بوقرة
- إكمالية سيدي يحيى
- إكمالية مرابطي ناصري
- الإكمالية الجديدة (بعد تقسيم إكمالية كمال جنبلاط)

### الإبتدائيات
| الرقم | اسم الابتدائية    | العنوان           |  |
| 01    | خالفي أعمر        | عين بسام          |  |
| 02    | ماقري علي         | عين بسام          |  |
| 03    | قاسي محمد         | عين بسام          |  |
| 04    | حملاوي عبد القادر | عين بسام          |  |
| 05    | حديوش أحمد        | عين بسام          |  |
| 06    | طبي محمد          | الطرارفة          |  |
| 07    | بن غرابي اعمر     | عين بسام          |  |
| 08    | نيشاني علي        | عين بسام          |  |
| 09    | ريان لوصيف        | عين بسام          |  |
| 10    | ملوك رابح         | عين بسام          |  |
| 11    | العمري بوجمعة     | عين بسام          |  |
| 12    | مرابطي شريف       | عين بسام          |  |
| 13    | زادي مبارك        | عين بسام          |  |
| 14    | مرابطي مداني      | سد الاكحل         |  |
| 15    | كرمية عزيز        | عين الشلالة       |  |
| 16    | رزقي ميلود        | الروابعية         |  |
| 17    | الربعي بوراس      | المعايشية         |  |
| 18    | حر أحمد           | المواتع           |  |
| 19    | خيثر أحمد         | أولاد زيدان       |  |
| 20    | مداني لخضر        | سيدي يحيى         |  |
| 21    | عيسى أعمر         | الشبوبيية         |  |
| 22    | زيان الطاهر       | أولاد إبراهيم     |  |
| 23    | مسيلي السعيد      | عين بسام          |  |
| 24    | صديق العموري      | الهواشرية         |  |
| 25    | يزيد ميلود        | الجمع             |  |
| 26    | بوعافية السعيد    | أولاد سيدي سليمان |  |
| 27    | تمين رابح         | واد الشواشي       |  |
| 28    | ابتدائية ملوك     | بعين بسام         |  |

## الإقتصاد

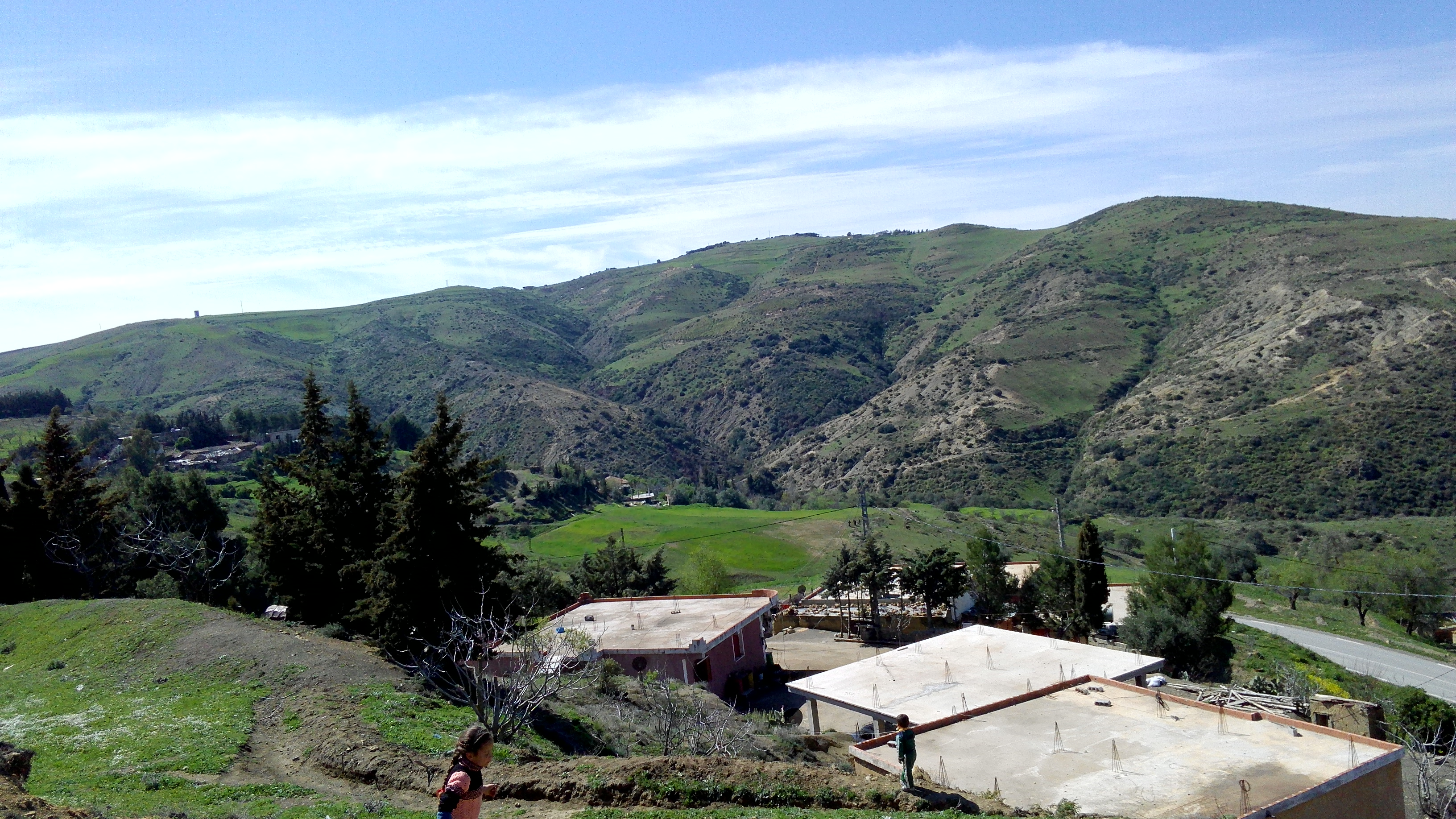
منظر طبيعي لعين بسام

### الفلاحة
تتميز عين بسام بتربعها على أراض فلاحية من سهل حمزة، وتنسب إليه باسم الحمزاوية، ويتميز هذا السهل بخصوبته وامتداد أراضيه، وتزرع فيه محاصيل مهمة كالحبوب (القمح والشعير)، والخضروات وعلى رأسها البطاطا.

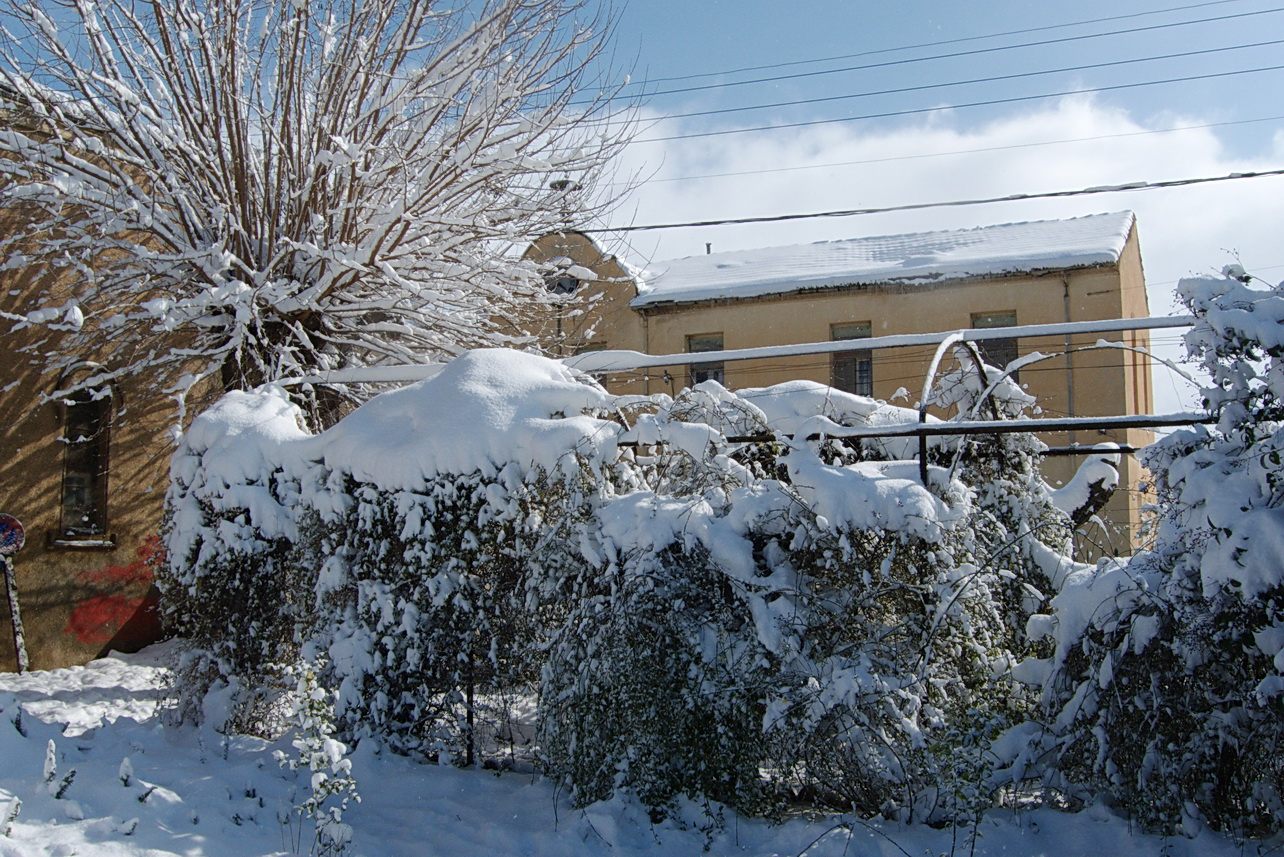
تساقط الثلوج بعين بسام

### الصناعة
- تربية الدواجن
- صناعة أغذية الأنعام
- مراكز تبريد البطاطا
- صناعة مواد البناء

### السياحة
عين بسام لها مواقع سياحية خلابة رغم صغر مساحتها فهي مزيج بين الريف والمدينة ومن بين المناطق السياحية التي تتميز بها البلدية. تتميز بمناظر طبيعية خلابة يكتسيها الضباب نظرا لارتفاعها عن سطح البحر ولها مناخ جميل جدا خاصة في فصلي الربيع والصيف.

## ثقافة

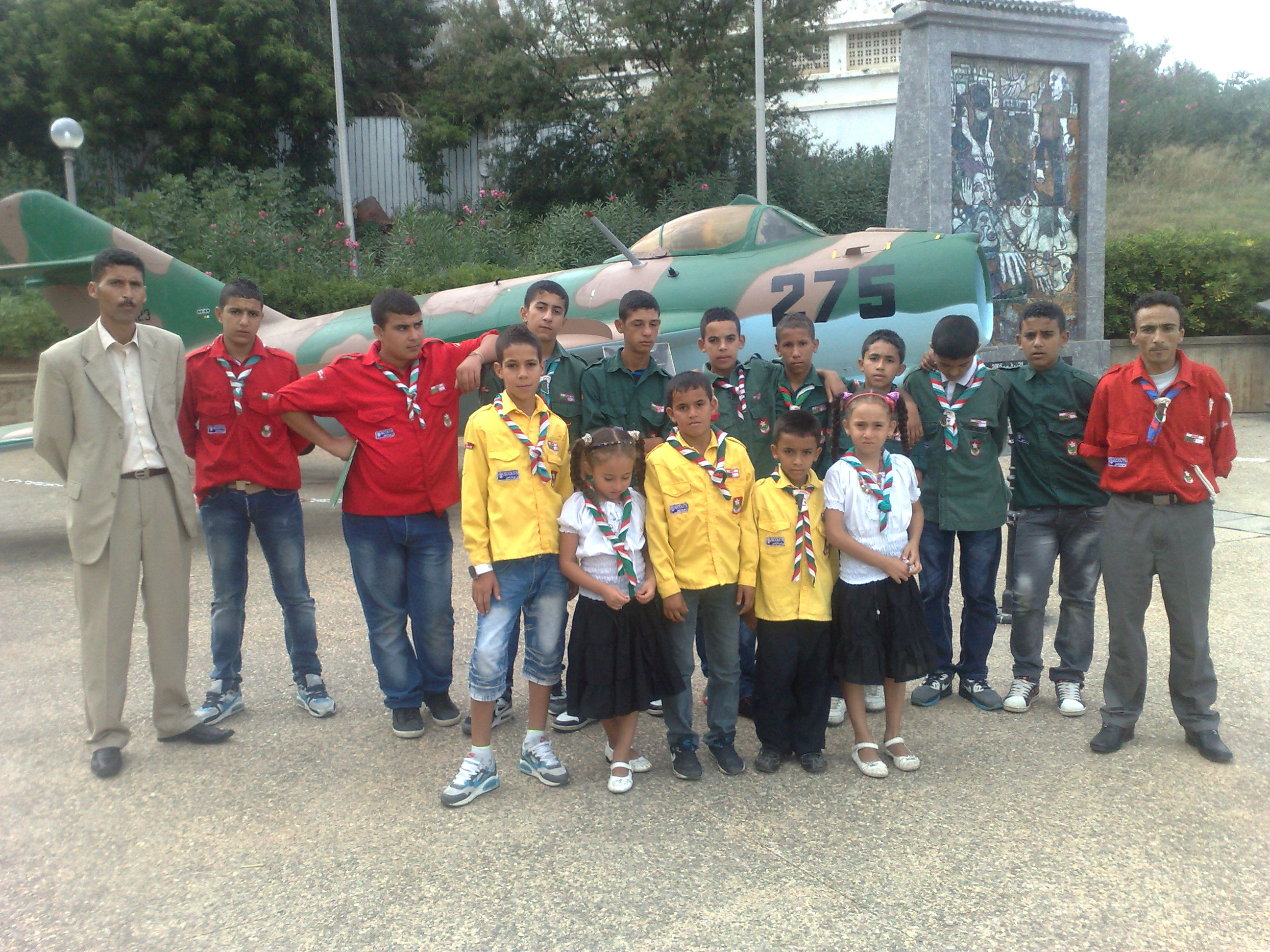
الفوج الكشفي لعين بسام

### مجتمع مدني
كما تزخر بعدة جمعيات ناشطة من بينها:
- الكشافة ألإسلامية الجزائرية: فوج الأمل عين بسام بقيادة عطا الله نور الدين

- جمعية بسمة للاشخاص المعوقين.برئاسة حكيم عبدلي
- جمعية اقرأ
- جمعية ترقية وترفيه الشباب
- سفراء الخير

### معرض الفن مساعد في الحفاظ على تاريخ الثورة
زيارة الرئيس هواري بومدين لمدينة عين بسام عام 1974 لافتتاح معرض الفنان التشكيلي عبد المنعم الصحراوي بمقر جبهة التحرير الوطني. معرض تحت شعار «الفن مساعد في الحفاظ على تاريخ الثورة». رافق الرئيس هواري بومدين أحمد مدغري (وزير الداخلية) وعبد العزيز معاوي (وزير السياحة) واستقبله سعيد بوزيان (رئيس بلدية عين بسام) وعبد المنعم الصحراوي (فنان تشكيلي).

## أعلام

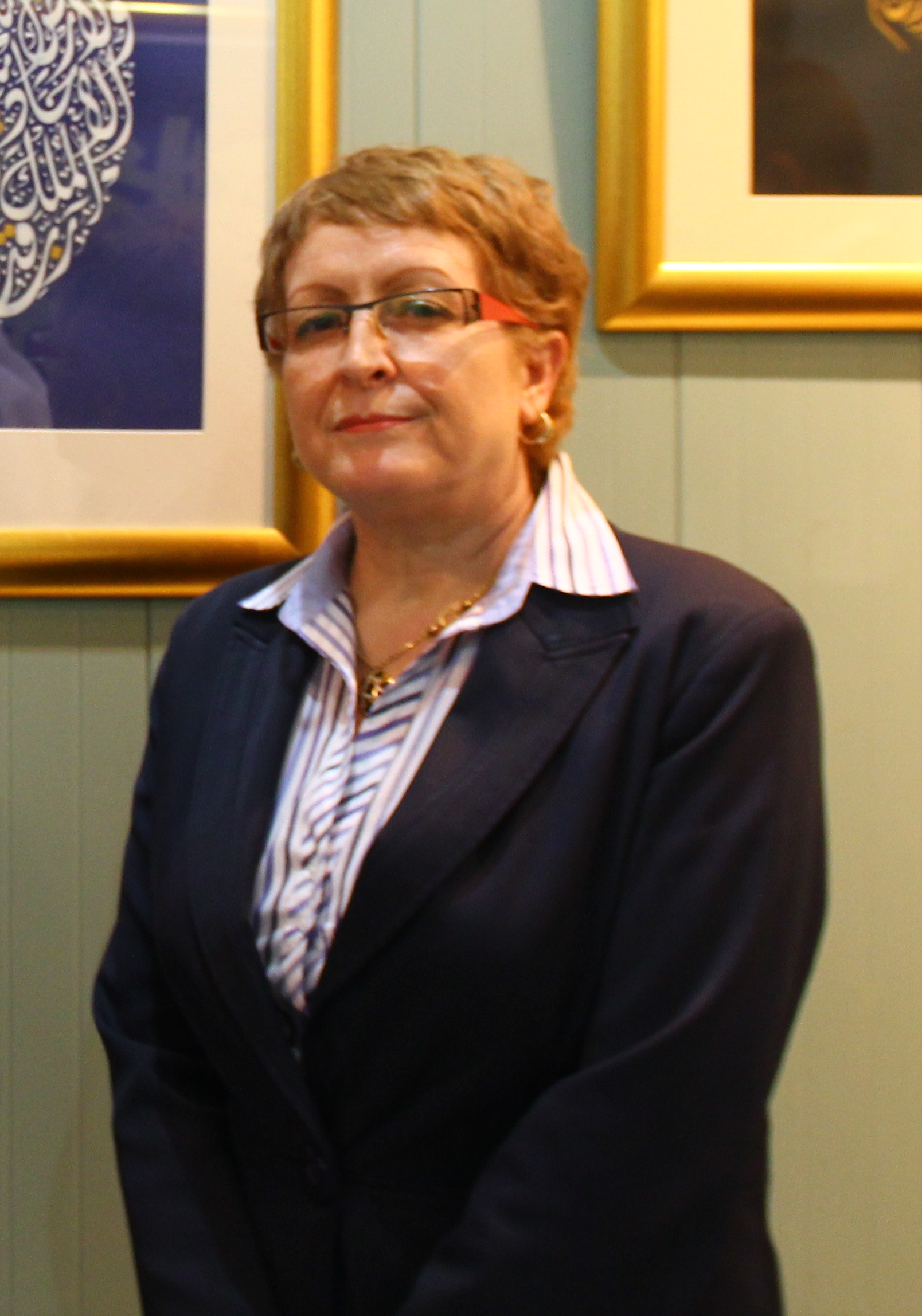
الوزير السابقة خليدة تومي

- عبد المنعم السحراوي (1936-1976) الفنان التشكيلي الكبير، والمناضل في جبهة التحرير الوطني
- محمد عابدين السحراوي: فنان تشكيلي (درس بمدرسة الذكور في عين بسام)
- خليدة تومي: سياسية
- أحمد بن سالم الدبيسي .

## مواضيع ذات صلة
- بلديات ولاية البويرة
- دوائر ولاية البويرة